# Conodiplosis dolichopsis
Conodiplosis dolichopsis är en tvåvingeart som beskrevs av Jean-Jacques Kieffer 1913. Conodiplosis dolichopsis ingår i släktet Conodiplosis och familjen gallmyggor.
Artens utbredningsområde är Kenya. Inga underarter finns listade i Catalogue of Life.